# Епифанова, Вера Ивановна
Вера Ивановна Епифанова (11 сентября 1915 год — 24 февраля 2001 год) — учёный в области криогенной техники, профессор, доктор технических наук, лауреат Сталинской премии СССР. Заслуженный деятель науки и техники РСФСР. Действительный член Международной академии Холода.

## Биография
Родилась 11 сентября 1915 года во Ржеве (ныне Тверская область. Её родители были учителями. Она окончила восемь классов в средней школе, затем отучилась на первом курсе авиационного техникума в городе Рыбинск. В Москве получила высшее инженерное образование в МВТУ имени Н. Э. Баумана, став выпускником в 1937 году.
В 1948 году Вера Епифанова стала кандидатом технических наук, в 1964 году защитила звание доктора технических наук. В период Великой Отечественной войны Вера Епифанова стала работать в Главкислороде при Совнаркоме СССР, проработав там до 1966 года. Первые 10 лет она работала начальником лаборатории, затем ещё 11 лет в должности заместителя директора по научной работе ВНИИКИМАШ. Её наградили Государственной премией в 1951 году за научный вклад в области криогенной техники.
С 1966 года Вера Епифанова работала в Московском государственном техническом университете им. Н. Э. Баумана в должности профессора на кафедре криогенной и холодильной техники. Она была редактором двухтомной монографии «Разделение воздуха методом глубокого охлаждения». Написала около 150 научных работ, учебник «Компрессорные и расширительные турбомашины радиального типа».
Она подготовила 9 кандидатов технических наук, была членом НТС НПО «Гелиймаш». Состояла в Советском национальном Комитете по холоду и Международном Институте холода от СССР. 
Умерла 24 февраля 2001 года.

## Признание
- Сталинская премия второй степени (1951) — за создание новых мощных установок для получения кислорода.
- заслуженный деятель науки и техники (1977) [1].